# Cyphon micans
Cyphon micans es una especie de coleóptero de la familia Scirtidae.

## Distribución geográfica
Habita en Nueva Guinea.